# Lasiopogon marshalli
Lasiopogon marshalli là một loài ruồi trong họ Asilidae. Lasiopogon marshalli được Cannings miêu tả năm 2002. Loài này phân bố ở vùng Tân Bắc giới.